# Андре Гуелфи
Андре Гуелфи (на френски: André Guelfi) е бивш пилот от Формула 1.
Роден на 6 май 1919 година в Ел Джадида, Мароко.

## Формула 1
Андре Гуелфи прави своя дебют във Формула 1 в Голямата награда на Мароко през 1958 година. В световния шампионат записва 1 състезания като не успява да спечели точки. Състезава се с частен автомобил Талбот-Лаго.